# Seljačka internacionala
Seljačka internacionala (općenito zvana prema ruskom izvorniku Krestintern, od Крестьянский интернационал, Крестинтерн) je bila međunarodna seljačka organizacija koju je formirala Kominterna u listopadu 1923.
Komunisti su se natjecali sa seljačkim strankama nastojeći pridobiti potporu seljaštva u istočnoj Europi.
Seljačke stranke su organizirale Međunarodni seljački ured (znanog i kao Zelena internacionala).
Stranke i organizacije članice Seljačke internacionale (nepotpuni popis):
- Bugarski zemljodjelski narodni savez (Български земеделски народен съюз)
- Hrvatska seljačka stranka (pridružena 1924. – 1925.)
- Irish Working Farmers' Committee
- Meksičke seljačke lige (pridružene 1923.)
- Filipinska konfederacija seljaka (Katipunan ng mga Anakpawis ng Pilipinas) (pridružene 1929.)

Vijetnamski državni vođa Ho Ši Min je radio u stalnom odboru Seljačke internacionale sredinom '20-ih.

## Vanjske poveznice
- La Krestintern y La Liga Antiimperialista
- Le Parti communiste français à la campagne, 1920-1964.